# Houska
Houska (též žemle, oblastně bandur/bandor) je druh jemného pečiva, nejčastěji z pšeničné mouky, oválného tvaru. Původně vznikaly splétáním z několika pruhů těsta. Jednotlivé pruhy (prameny) tak vytvářejí typickou strukturu na povrchu housky. Tento typ housky se nazývá pletýnka/pletynka. Dnes se housky častěji vyrábějí lisováním, při kterém se zmíněná struktura napodobuje (taková houska se nazývá raženka). Oba typy bývají obvykle posypány solí a kořením, například mákem, kmínem či sezamem.

## Postup výroby

Postup pečení housek (raženek)
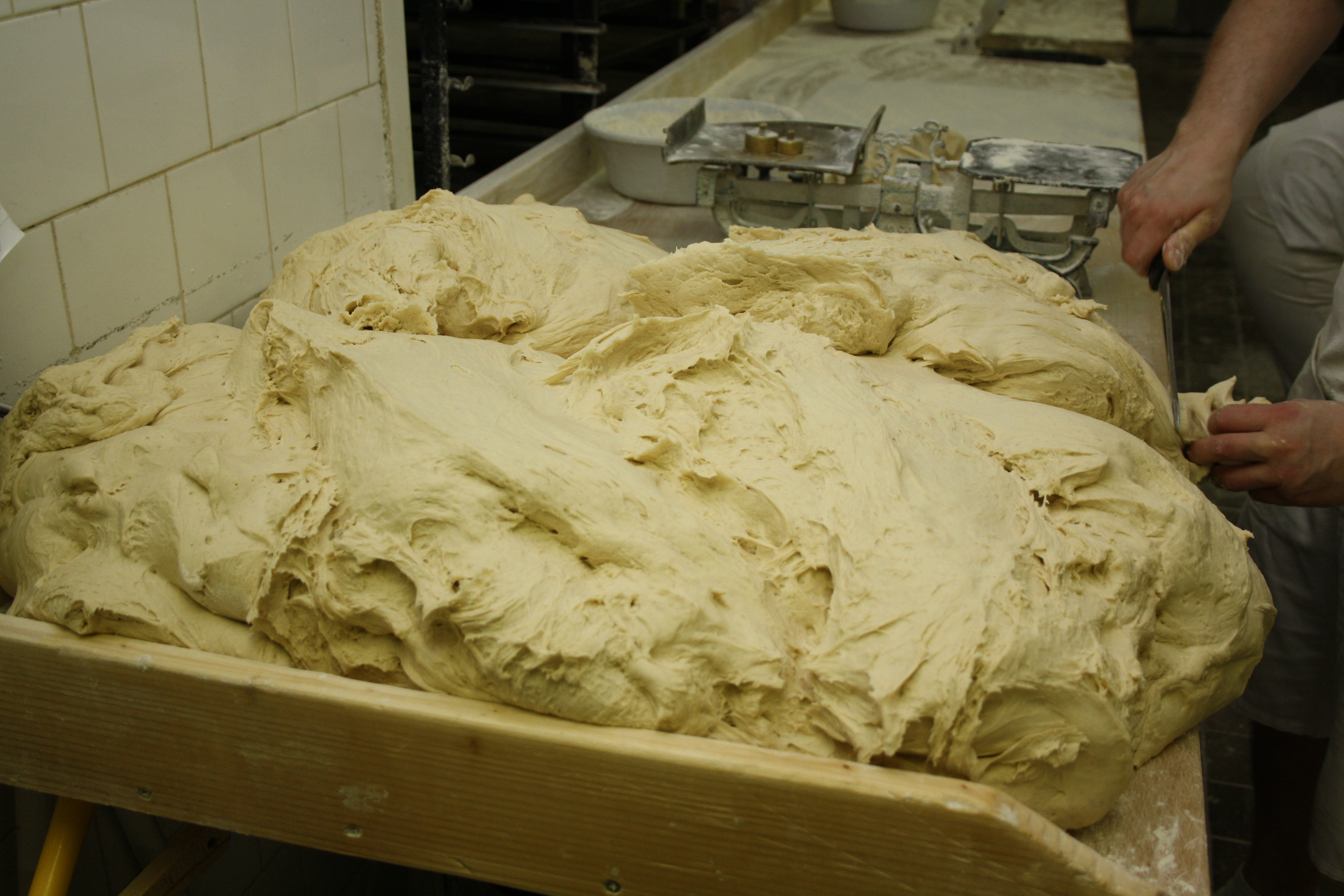
1/9 Těsto je připravené na řezání
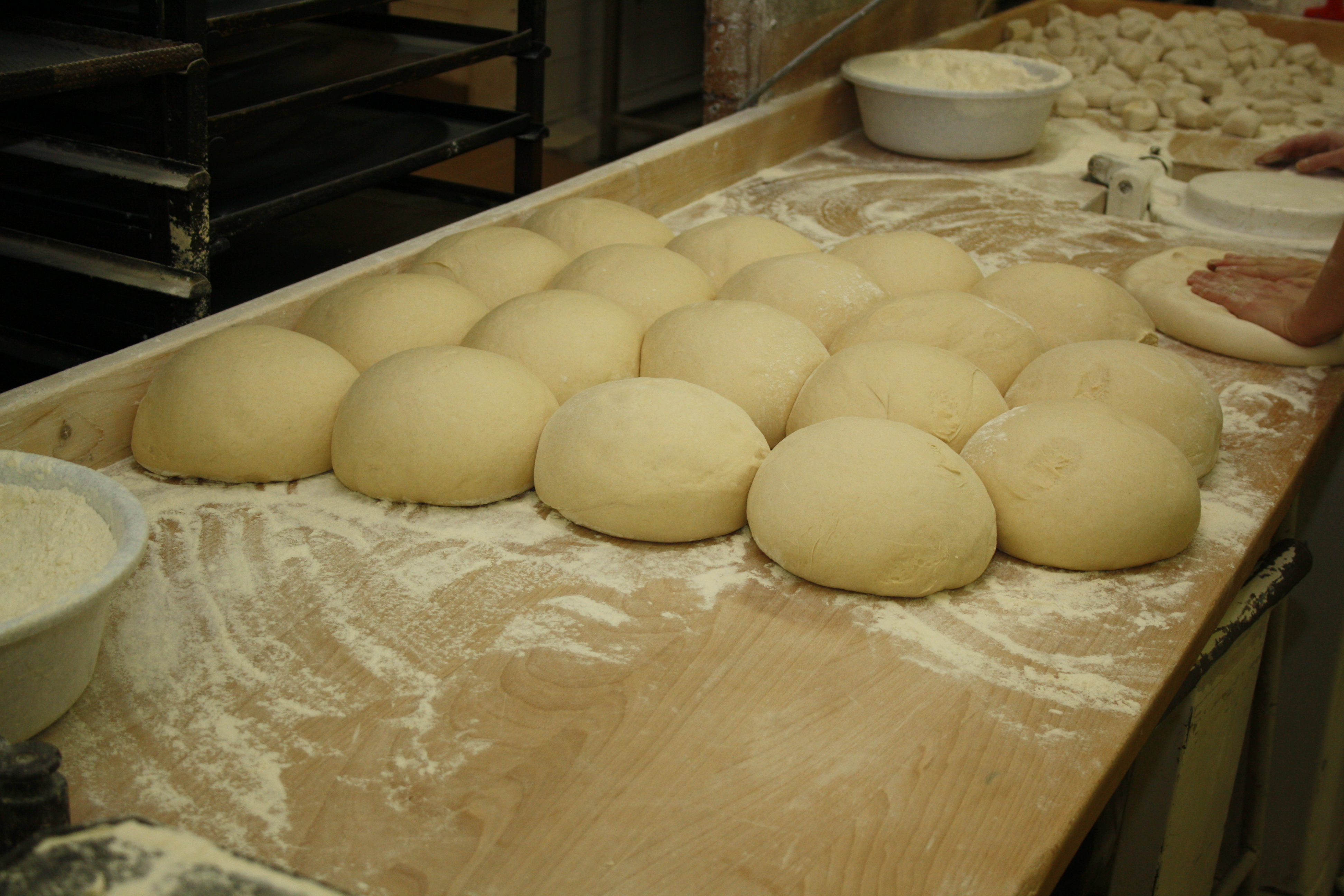
2/9 Bochánky těsta na dělení
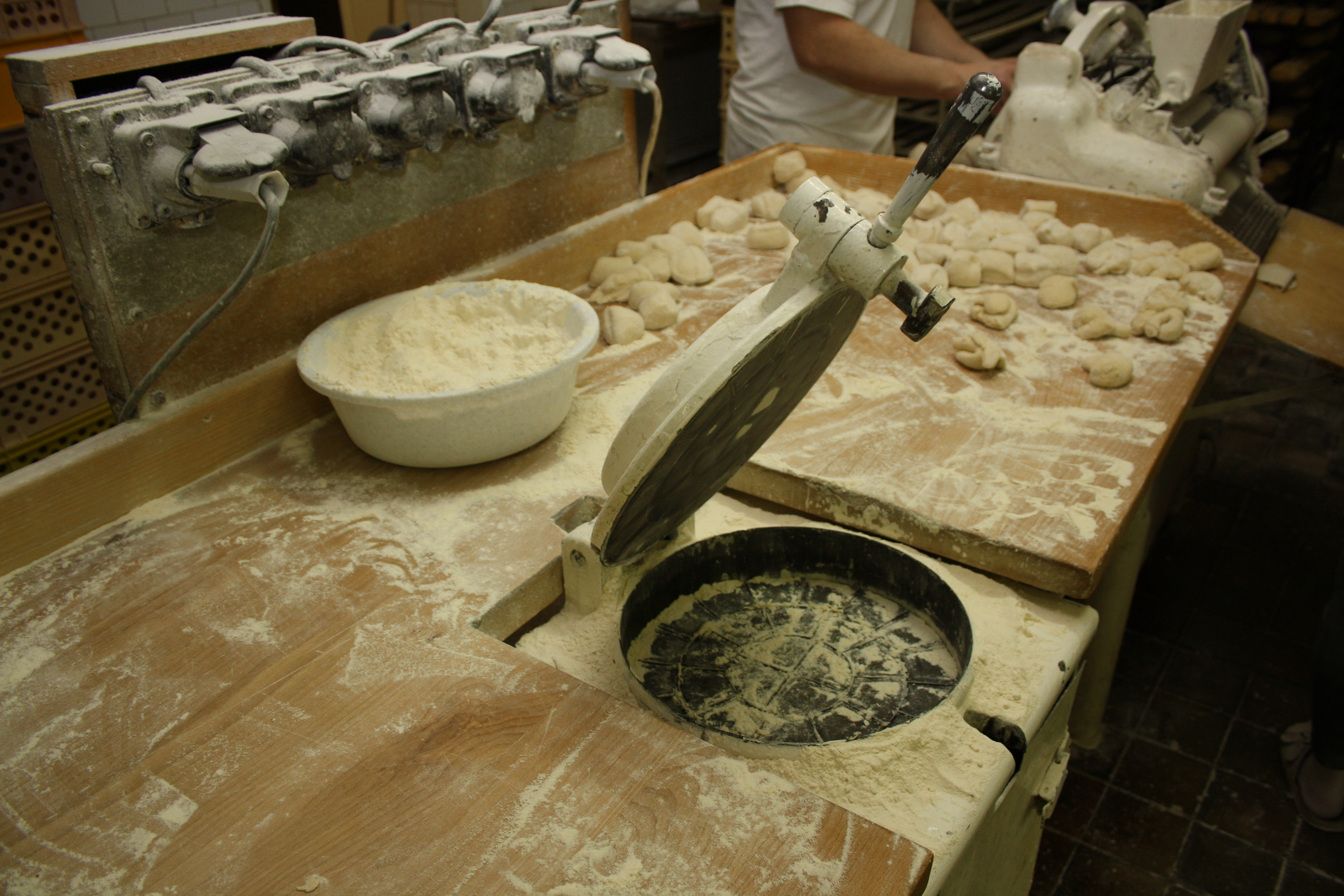
3/9 Dělicí stroj rozdělí bochánky na stejně velké dílky
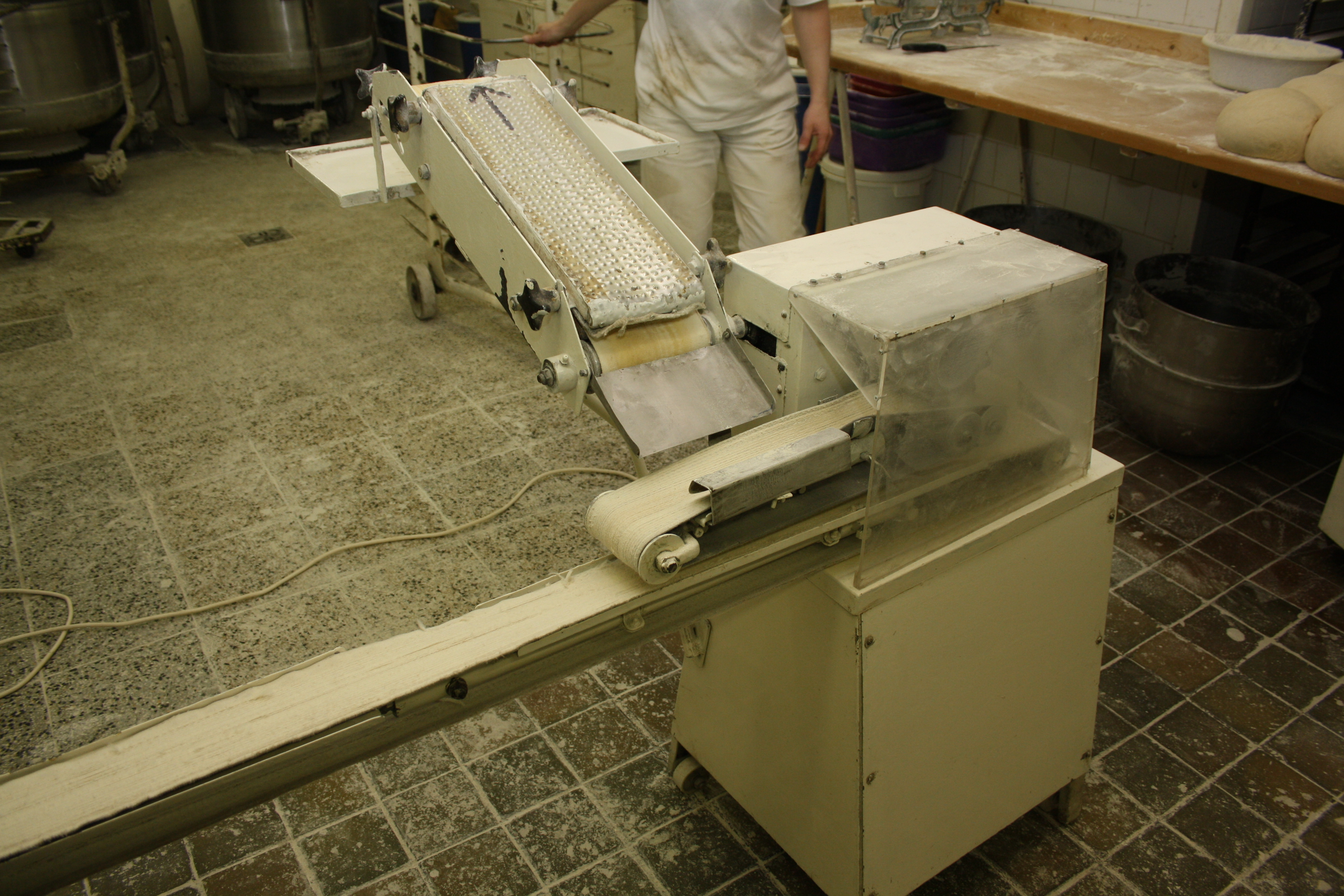
4/9 Ty se vkládají do stroje
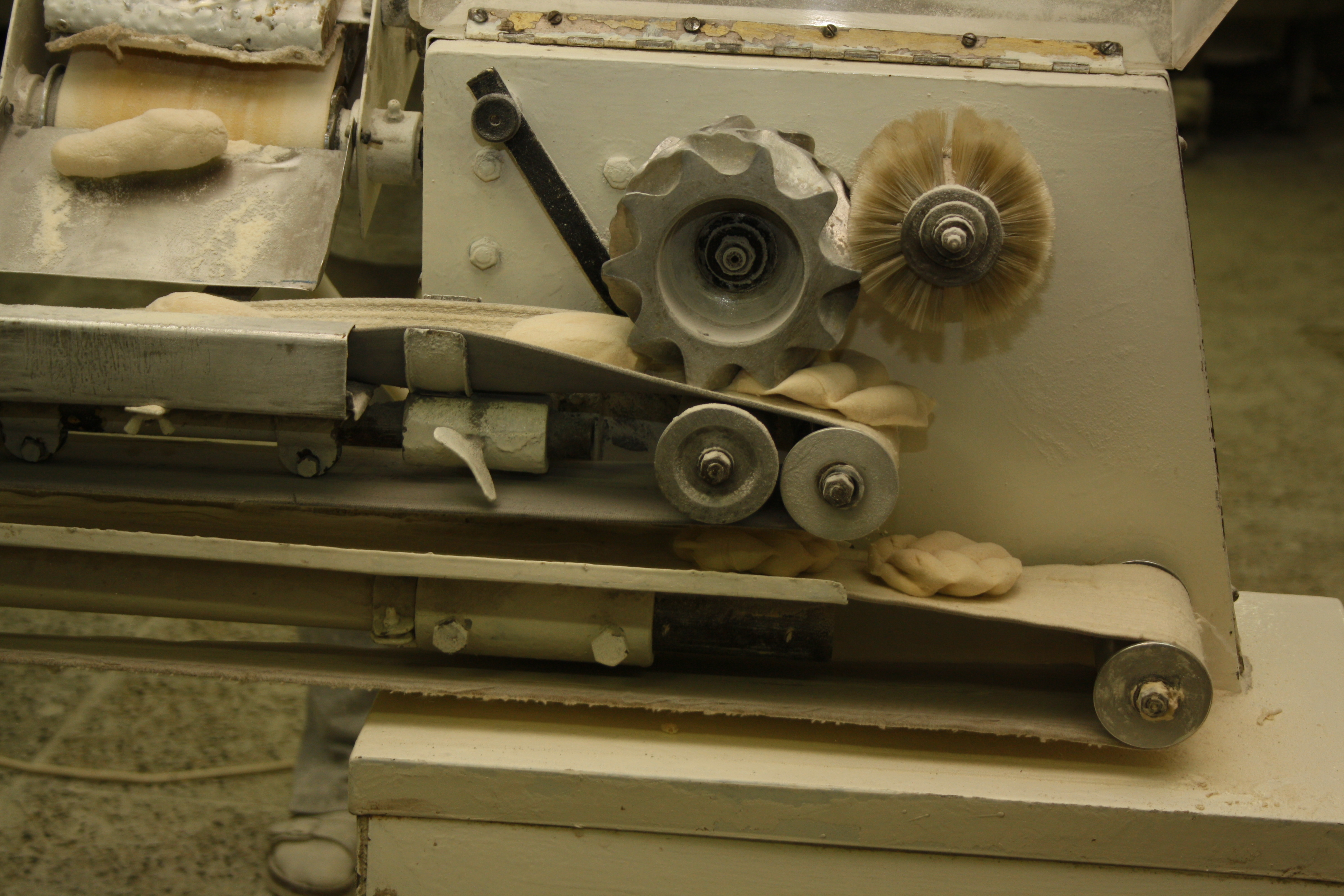
5/9 Lisováním vzniká charakteristický tvar housky
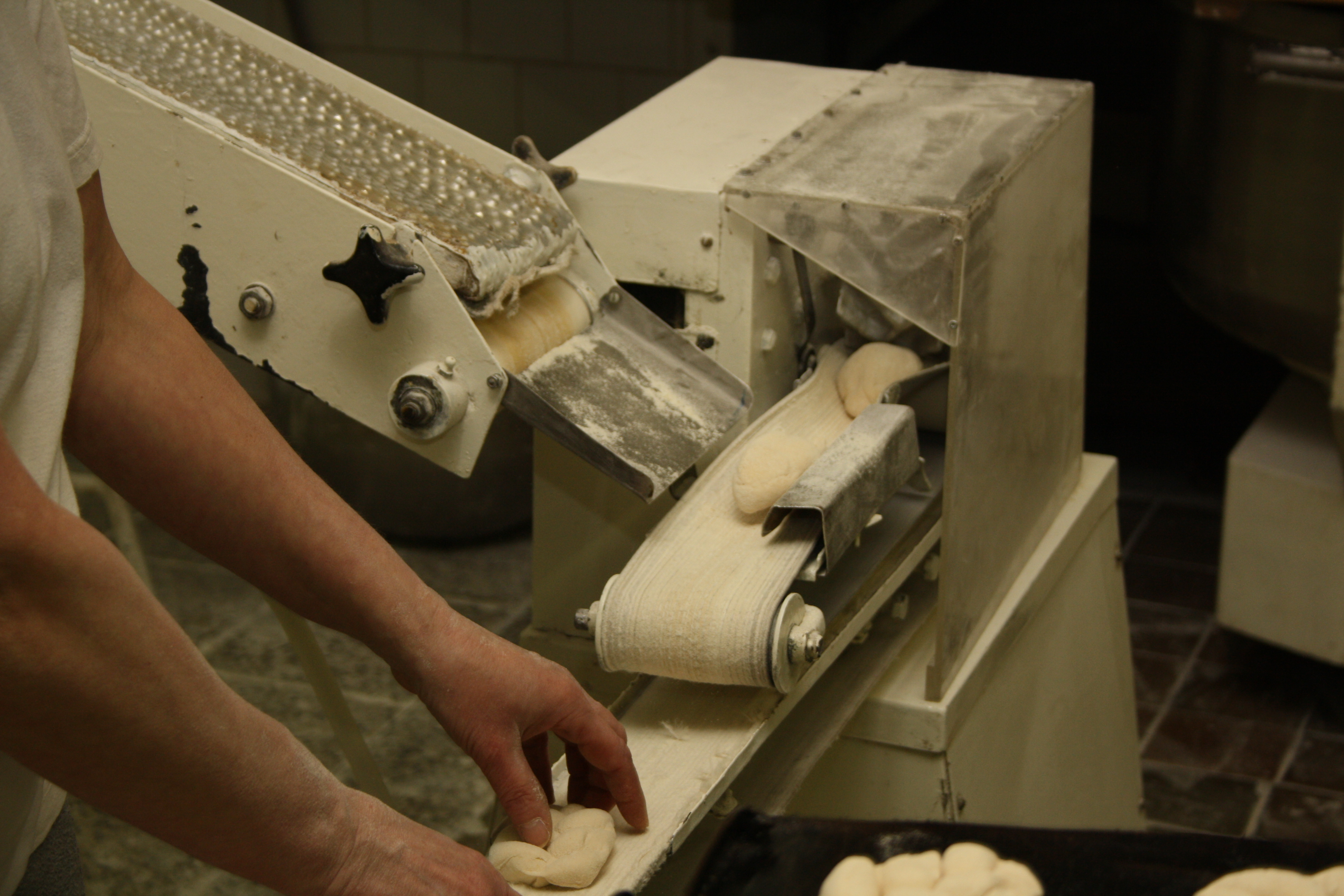
6/9 Pásový dopravník transportuje vylisované těsto
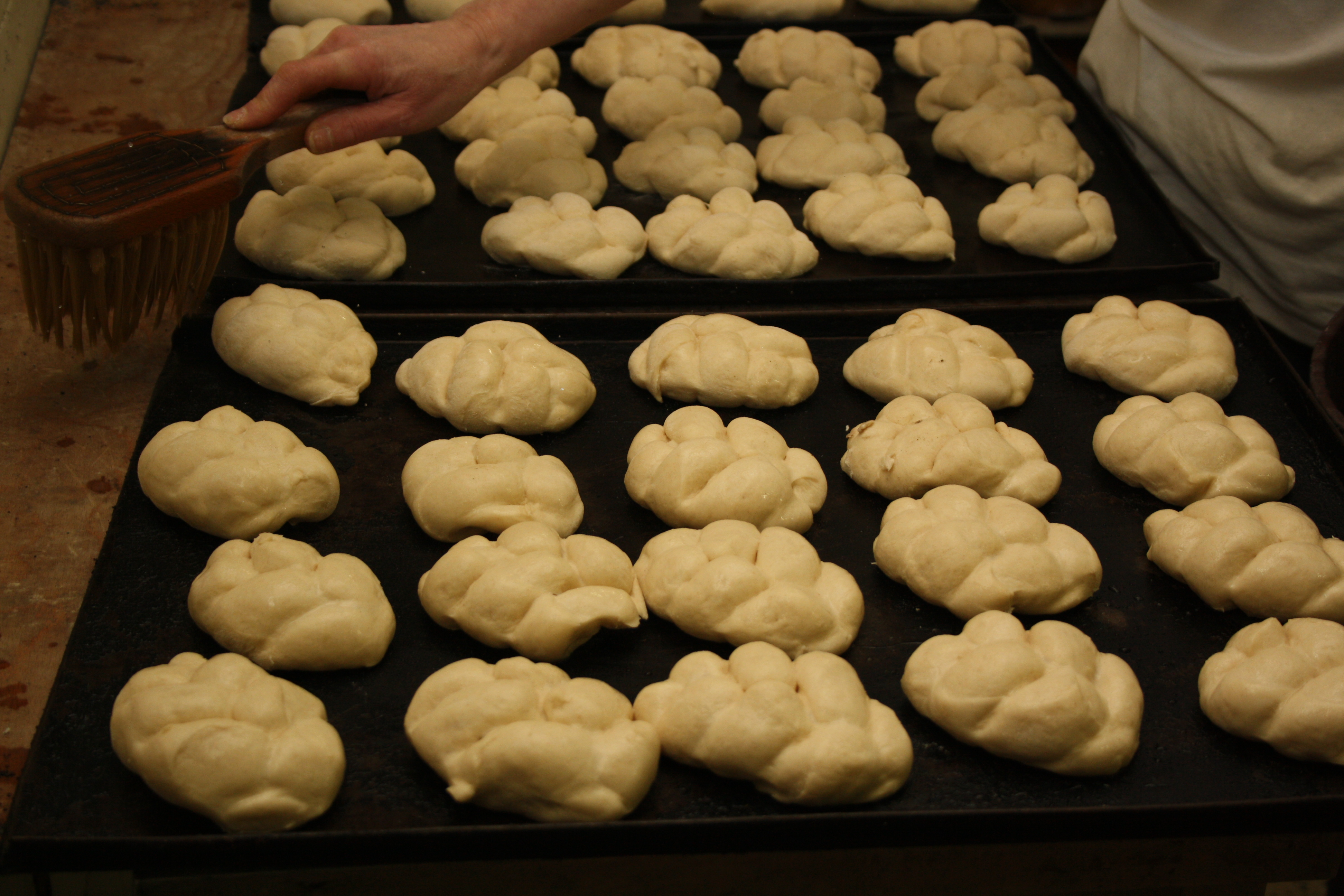
7/9 Potření vodou před posypáním
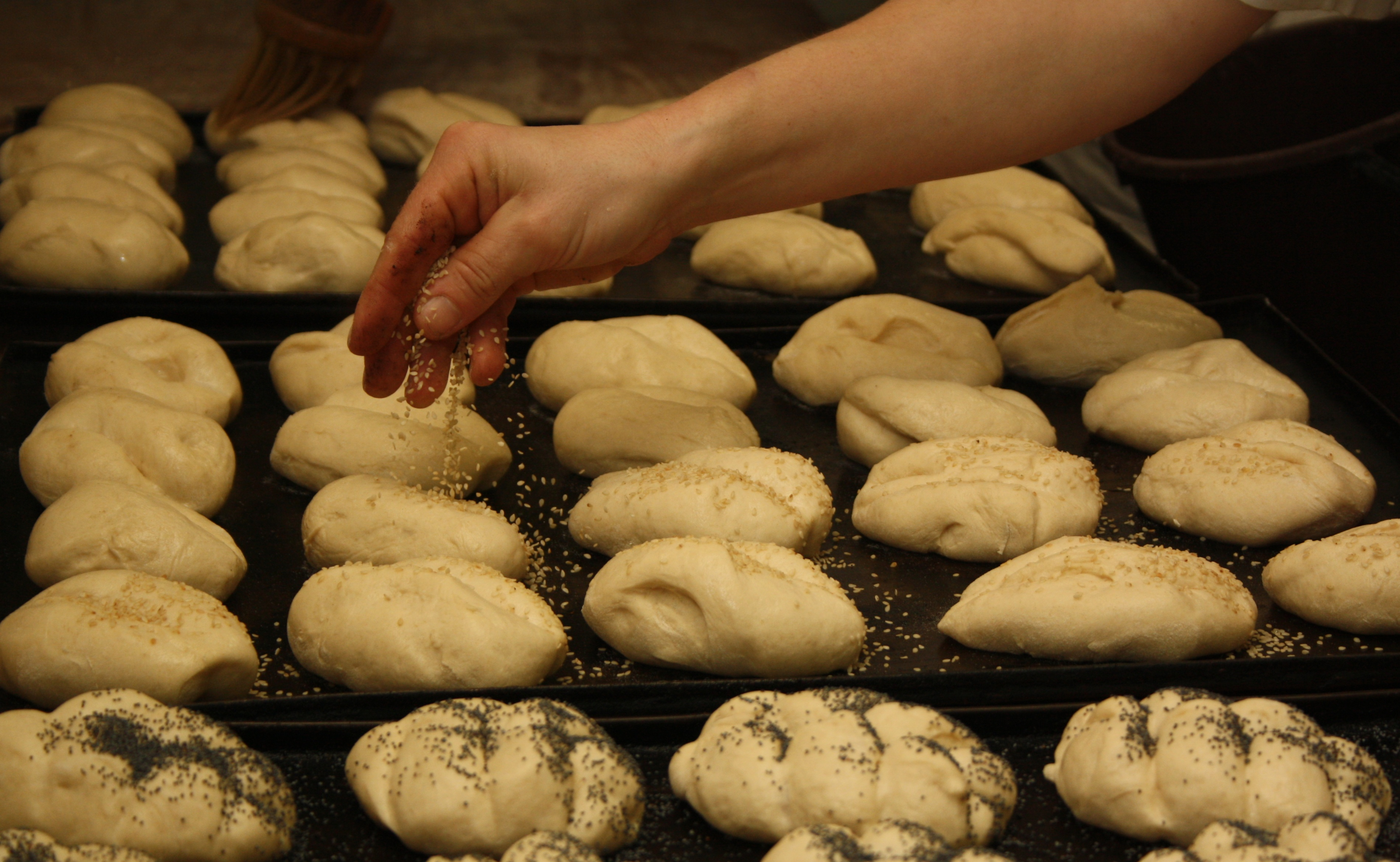
8/9 Sypání mákem
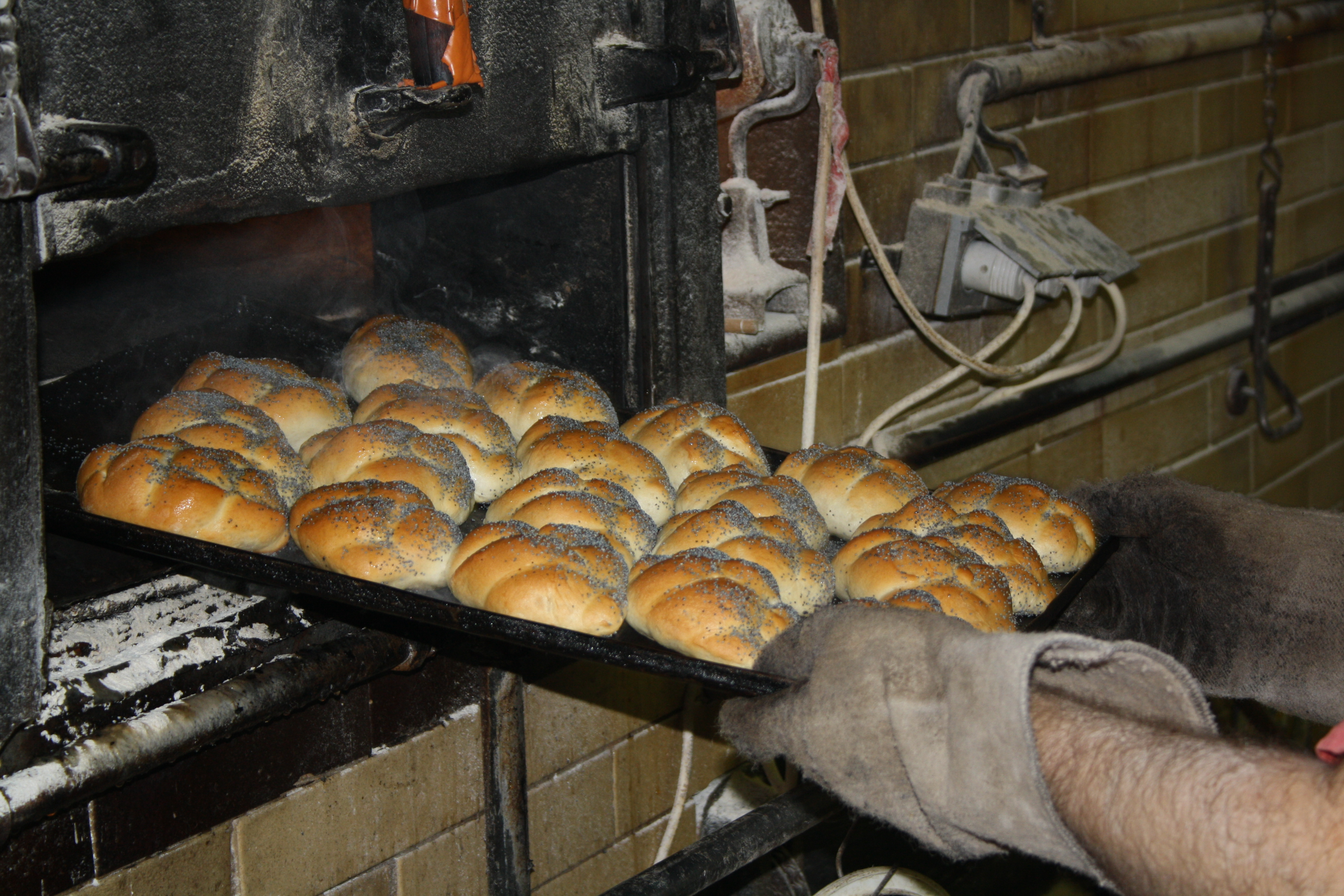
9/9 Housky čerstvě po upečení v peci